# Iran Pro League
A Persian Gulf Pro League (IPL) (Em língua persa: لیگ برتر فوتبال ایران; em língua portuguesa: Liga Pro do Golfo Persa, sendo que Pro é uma sigla para Profissional), conhecida também como Persian Gulf Cup (جام خلیج فارس; ; Copa do Golfo Persa) é a liga profissional do Irã/Irão, onde estão os melhores equipas do futebol iraniano.

## Campeões
| Temporada | Campeão             |
| --------- | ------------------- |
| 1970-71   | Esteghlal           |
| 1971-72   | Persepolis          |
| 1973-74   | Persepolis          |
| 1974-75   | Esteghlal           |
| 1975-76   | Persepolis          |
| 1976-77   | Pas Tehran          |
| 1977-78   | Pas Tehran          |
| 1989-90   | Esteghlal           |
| 1991-92   | Pas Tehran          |
| 1992-93   | Pas Tehran          |
| 1993-94   | Saipa               |
| 1994-95   | Saipa               |
| 1995-96   | Persepolis          |
| 1996-97   | Persepolis          |
| 1997-98   | Esteghlal           |
| 1998-99   | Persepolis          |
| 1999-00   | Persepolis          |
| 2000-01   | Esteghlal           |
| 2001-02   | Persepolis          |
| 2002-03   | Sepahan             |
| 2003-04   | Pas Tehran          |
| 2004-05   | Foolad              |
| 2005-06   | Esteghlal           |
| 2006-07   | Saipa               |
| 2007-08   | Persepolis          |
| 2008-09   | Esteghlal           |
| 2009-10   | Sepahan             |
| 2010-11   | Sepahan             |
| 2011-12   | Sepahan             |
| 2012-13   | Esteghlal           |
| 2013-14   | Foolad              |
| 2014-15   | Sepahan             |
| 2015-16   | Esteghlal Khuzestan |
| 2016-17   | Persepolis          |
| 2017-18   | Persepolis          |
| 2018-19   | Persepolis          |
| 2019–20   | Persepolis          |
| 2020-21   | Persepolis          |
| 2021-22   | Esteghlal           |

## Títulos por clube
| Clube               | Títulos | Ano                                                                                       |
| ------------------- | ------- | ----------------------------------------------------------------------------------------- |
| Persepolis          | 15      | 1972, 1974, 1976, 1996, 1997, 1999, 2000, 2002, 2008, 2016, 2017, 2018, 2019, 2020 e 2022 |
| Esteghlal           | 9       | 1971, 1975, 1990, 1998, 2001, 2006, 2009, 2013, 2021                                      |
| Sepahan             | 5       | 2003, 2010, 2011, 2012, 2015                                                              |
| Pas Tehran          | 5       | 1977, 1978, 1992, 1993, 2004                                                              |
| Saipa               | 3       | 1994, 1995, 2007                                                                          |
| Foolad              | 2       | 2005, 2014                                                                                |
| Esteghlal Khuzestan | 1       | 2016                                                                                      |

## Artilheiros
| Ano     | Jogador                               | Clube (gols)                |
| ------- | ------------------------------------- | --------------------------- |
| 1970-71 | Hossein Kalani                        | Persepolis (6 gols)         |
| 1971-72 | Hossein Kalani                        | Persepolis (12 gols)        |
| 1973-74 | Gholam Hossein Mazloumi Aziz Espandar | Esteghlal Malavan (15 gols) |
| 1974-75 | Gholam Hossein Mazloumi               | Esteghlal (10 gols)         |